# 향성루역
향성루역(向城路站)은 중화인민공화국 상하이시 푸둥 신구 푸뎬루(浦电路)에 위치한 지하철 역이다. 